# 온양초등학교 (울산)
온양초등학교는 대한민국 울산광역시 울주군 온양읍 남창리에 있는 공립 초등학교다.

## 학교 연혁
- 1922년 9월 10일 온양공립보통학교(4년제) 개교설립인가 5월 18일
- 1926년 4월 1일 6년제로 개편
- 1938년 4월 1일 온양공립심상소학교로 개칭[1]
- 1941년 4월 1일 온양공립국민학교로 개칭[2]
- 1947년 1월 17일 삼광분교장 설립인가
- 1966년 3월 1일 삼광국민학교 승격 분리
- 1979년 3월 1일 병설유치원 설립인가
- 1993년 3월 1일 삼광분교장 편입
- 1996년 3월 1일 온양초등학교로 개칭[3]
- 1999년 3월 1일 삼광분교장 통합
- 2002년 3월 1일 온남초등학교 28학급 분리 개교
- 2012년 3월 1일 온양 리코더앙상블 창단
- 2014년 6월 16일 온양 국악 오케스트라 창단
- 2020년 2월 13일 제93회 졸업(졸업생 14,027명)
- 2020년 3월 1일 28학급 편성(특수학급 3학급 포함), 병설유치원 1학급 편성
- 2020년 3월 1일 제25대 이종선 교장 부임
- 2021년 12월 28일 온양초등학교 교표 변경

## 학교 상징
- 우리 학교 꽃 - 철쭉 : 사랑과 기쁨, 학교 생활의 즐거움 속에서 친구들에게 사랑을 나눠주는 어린이를 의미
- 우리 학교 나무 - 소나무 : 푸르고 곧은 기상을 지닌 소나무처럼 맑은 마음과 바른 생각을 실천하는 어린이로 자라라는 의미

## 참고 자료
- 온양초등학교 - 한국교육학술정보원 학교알리미